# 缪晖吉
缪晖吉，芜湖人，是一名清朝政治人物。监生出身。
缪晖吉曾于乾隆五十二年(1787年)接替郑塘任建宁府知府一职，嘉庆二年(1797年)由彦布接任。